# Charles Albert Gautier
Pour les articles homonymes, voir Gautier.
Charles-Albert Gautier est né le 20 mai 1846 à Paris, où il est mort le 11 avril 1915. Il a été architecte du gouvernement. Il a participé aux travaux de la première commission du ciment armé.

## Biographie
Il est diplômé de l'École centrale d’architecture en 1868. Il a été élève dans l'atelier de Georges-Ernest Coquart à l'école des Beaux-arts en 1869 et médaillé au Salon d’architecture pour ses travaux d’archéologie sur le Mont-Saint-Michel.
Il fut architecte à l'Exposition universelle de 1889, pour laquelle il construit l’entrée monumentale des Affaires étrangères sur l’esplanade des Invalides, l’Arc triomphal du carrefour de l’Alma (grande passerelle) et la Section japonaise.
Il est membre de la Société centrale des architectes, en 1887 et de l'Association amicale des architectes diplômés de l'École des beaux-arts, en 1877 (le diplôme a été créé en 1867). Les architectes de province demandent en 1889 la création d'un diplôme d'architecte reconnu par l'État. Après le refus, l'association amicale se transforme en Société des architectes diplômés par le gouvernement à la suite du discours de Julien Guadet, en mars 1890, pour protéger la qualité d'architecte diplôme réservé aux élèves de l'École des beaux-arts, il en est le président en 1895.
Pour l'Exposition universelle de 1900, il réalise le Palais de l’horticulture et les aménagements du quai de Seine, entre le pont des Invalides et le pont de l’Alma, dont la porte d'Orsay. Le Palais de l'horticulture, réalisé entre 1899 et 1900, se trouvait sur la terrasse du cours Albert-Ier. Il était constitué de deux grandes serres séparées par un jardin à la française. Chaque serre se composait d'un pavillon elliptique reliant par une galerie à la serre proprement dite, qui faisait 60 m sur 33 m. Le pavillon acheté par la ville de Paris en 1902 a été démoli en 1909.
À cette occasion, il note, pour la Tour Eiffel : « La base de la Tour de 300 mètres pourrait être utilisée comme base du Palais du Siècle, mais il est à craindre que ce vaste édifice cache tout le reste du Champ-de-Mars, et c’est en raison de cet emplacement que je me suis abstenu d’étudier la transformation de la Tour. »
Il agrandit, entre 1913 et 1914, le gymnase Jean-Jaurès, ancien gymnase d'Allemagne construit en 1888, par l'architecte Ernest Moreau, de l'avenue Jean-Jaurès dans le 19e arrondissement de Paris.